# Omaha : Danseuse féline
Omaha : Danseuse féline (anglais : « “Omaha” the Cat Dancer ») est une série de bande dessinée animalière érotique créée par l'Américain Reed Waller et publiée à partir de 1978. Après quelques épisodes épars, Waller en confie l'écriture à son épouse Kate Worley (en) : 20 comic books sont publiés chez Kitchen Sink Press puis Fantagraphics de 1986 à leur séparation en 1995. De 2002 au décès de Worley en 2004 ils ont réalisé quelques nouveaux épisodes. Waller a ensuite achevé la série à partir des notes de celles-ci dans la revue Sizzle. NBM Publishing en a publié une intégrale en huit volumes entre 2005 et 2013. La série a été traduite en français par Comics USA (1992-1993) puis Tabou (2009-2016).
Si Omaha, le personnage principal de cette série où les scènes de sexe sont parfois crues, une chatte strip-teaseuse, la série de Waller et Worley aborde également de nombreux thèmes peu communs dans la bande dessinée américaine des années 1980 : la maladie mentale, le handicap physique, les blue laws, etc. En mettant en scène des personnages bisexuels et homosexuels, elle s'éloignait des bandes dessinées érotiques habituelles, ce qui n'empêcha pas de nombreux procès et menaces de censure aux États-Unis, au Canada et en Nouvelle-Zélande. Elle a accompagné le développement du fandom furry.

## Personnages
- Susan "Susie" Jensen alias Omaha :
- Charles "Chuck" Tabey, Jr. alias  Chuck Katt : l'amant d'Omaha
- Shelly Hine :
- Joanne Follett : une prostituée.
- Kurt Huddle : l'infirmière et (plus tard) amante de Shelly.
- Rob Shaw : un photographe homo.
- Maria Elandos Tabey : la mère de Chuck
- sénateur Calvin Bonner :
- George : patron du "Kitty Korner Klub", où travaillent Omaha et Shelly.
- Ceecee et Angie : deux employées du Mr. Pip's Nite Club.